# Phaenocarpa issykkulensis
Phaenocarpa issykkulensis är en stekelart som beskrevs av Fischer 2006. Phaenocarpa issykkulensis ingår i släktet Phaenocarpa och familjen bracksteklar. Inga underarter finns listade i Catalogue of Life.